# BBC白城

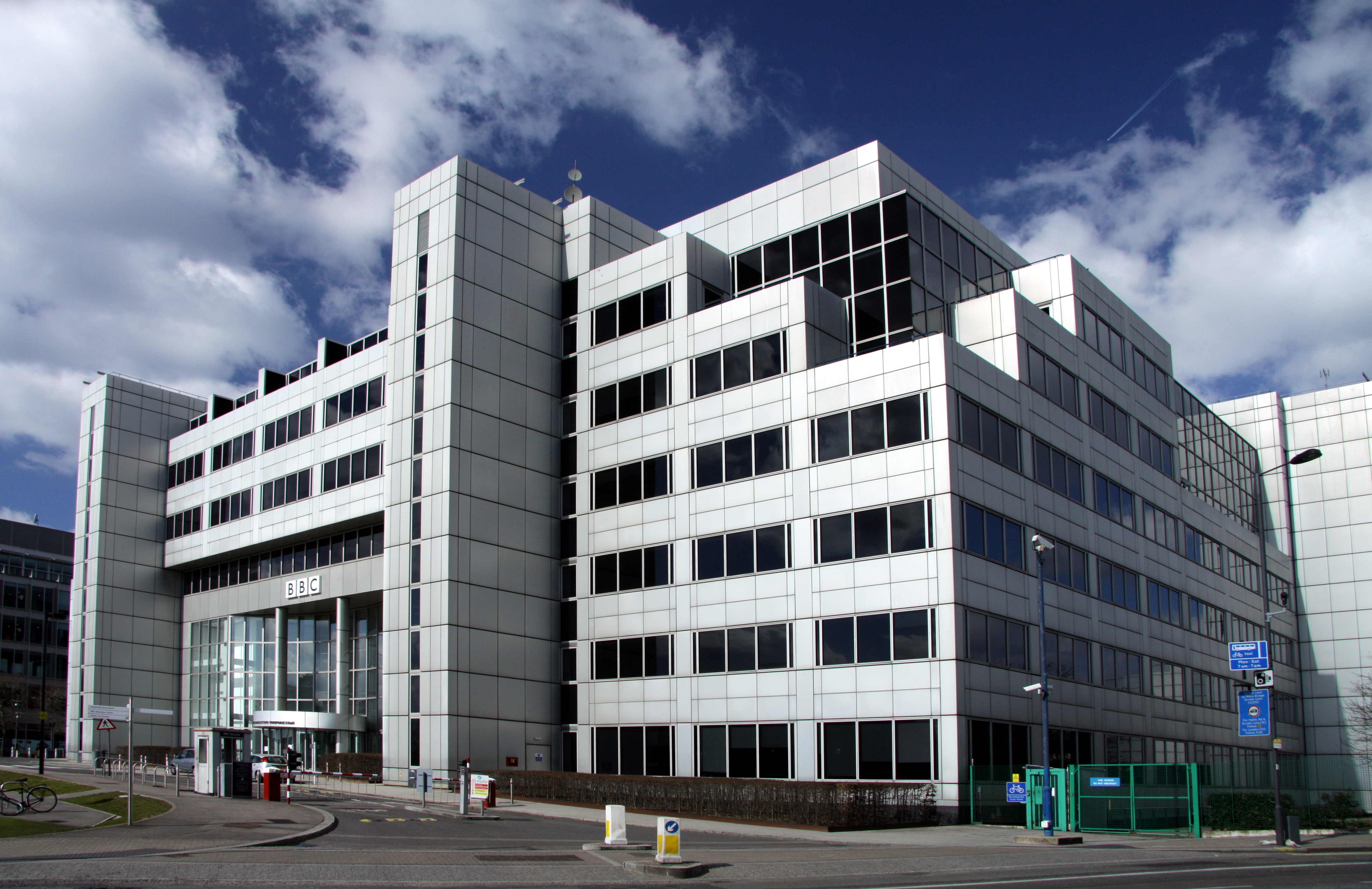
白城一號在2013年

BBC白城（英語：BBC White City）是英國廣播公司在倫敦西部白城伍德巷的一個辦公建築群。此外有一座開幕於1990年的辦公大樓（現名白城一號）也在BBC白城之內。白城是BBC主要新聞和教育節目的製作據點之一，是《頂級賽車秀》等節目的製作地，距離BBC電視中心略有距離。2013年3月，BBC退出白城，這裡的建築也被淨空。這一地區曾在1908年舉辦法英博覽會，並且是1908年奧運會的主會場白城體育場的所在地。